# Llicència per matar (pel·lícula de 1975 de Cyril Frankel)
Llicència per matar (Permission to Kill) és una pel·lícula estatunidenco-austríaca dirigida per Cyril Frankel estrenada el 1975. Ha estat doblada al català.

## Argument
La pel·lícula és una adaptació d'una novel·la de Robin Estridge. Alan Curtis (Dirk Bogarde) és un misteriós espia que treballa al servei d'un país dominat per una dictadura militar. La seva missió consisteix a evitar la tornada d'Alexander Diakim, un líder polític exiliat que ha lluitat sempre en defensa de la llibertat i la justícia. Per aconseguir el seu objectiu utilitzarà com a esquer Katina (Ava Gardner).

## Repartiment
- Dirk Bogarde: Alan Curtis
- Ava Gardner: Katina Petersen
- Bekim Fehmiu: Alexander Diakim
- Timothy Dalton: Charles Lord
- Nicole Calfan: Melissa Lascade
- Frederic Forrest: Scott Allison
- Alf Joint: MacNeil
- Peggy Sinclair: Lily
- Anthony Dutton: Jennings
- Klaus Wildbolz: Muller
- John Levene: Adams
- Dennis Blanch: Brewer
- Vladimir Popovic: Kostas

## Crítica
Aquesta pel·lícula menor en les carreres respectives de Dirk Bogarde i Ava Gardner és mal acollit pels crítics cinematogràfics en la seva estrena. Així, Stanislas Grégeois a Télérama del 10 de març de 1976 es lamenta que els dos actors estiguin compromesos en aquesta inversemblant història. A La saison cinematographique, 1976, n°309-310 Bertrand Duffort troba que no hi ha res de verdaderament original en aquesta pel·lícula d'espionatge. (...) l'espectador no se sentirà mai realment interessat.